# Радисс, Натали

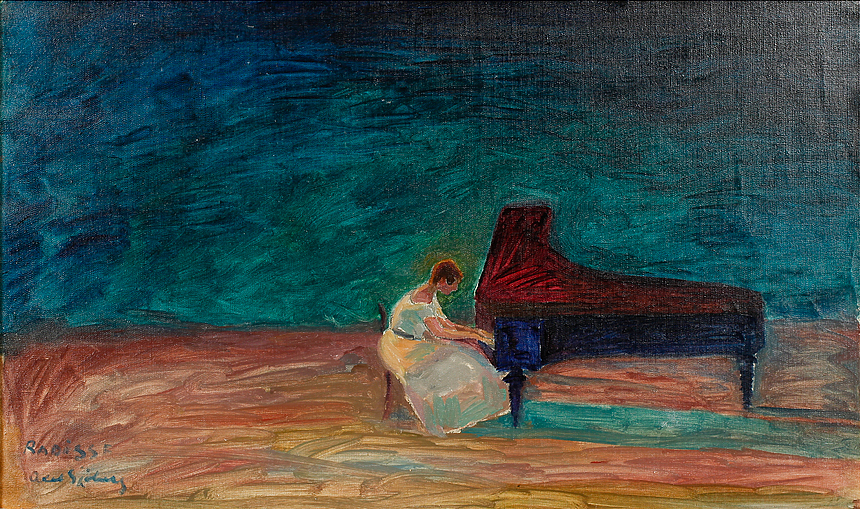
Аксель Шёберг. Портрет Натали Радисс (1920-е гг.)

Натали Радисс (фр. Nathalie Radisse; 1896 — 1973) — французская пианистка. Сестра виолончелистки Люсьенны Радисс.
Дочь модного мужского портного Эдуара Радисса и его жены, основательницы школы для девочек в Витри-сюр-Сен, которую окончили и четыре её дочери, включая Люсьенну. Все четыре занимались музыкой.
Окончила Парижскую консерваторию (1914). Выступала как солистка с Венским симфоническим оркестром под управлением Фердинанда Лёве, Оркестром концертного общества Парижской консерватории под управлением Анри Рабо и другими заметными коллективами. Как ансамблистка играла со своими сёстрами Мадлен (фортепиано) и Люсьенной, своим мужем скрипачом Полем Колем, шведским скрипачом Карлом Нордбергером (первое исполнение в Скандинавии Сонаты для скрипки и фортепиано Клода Дебюсси, 1918). Гастролировала по различным европейским странам, в том числе в СССР. Уильям Сеймер в 1921 г. отмечал изысканный артистизм Радисс в исполнении новейшей французской музыки. Начиная с 1930-х гг. многие годы преподавала в Страсбургской консерватории.
Вместе с Люсьенной Радисс записала в 1930—1931 гг. около двух десятков пьес (преимущественно переложения известных оперных арий), в том числе сочинения Эдварда Грига, Жюля Массне, Мануэля де Фальи, Давида Поппера, Руджеро Леонкавалло. Среди послевоенных записей Радисс — пять сонат Людвига ван Бетховена для скрипки и фортепиано (с мужем Полем Колем, 1951).
Ги Ропарц посвятил Натали Радисс вторую пьесу, «Беспечная» (фр. La Nonchalante), из фортепианного цикла «Юные девушки» (фр. Jeunes filles; 1929), а Изидор Филипп — фортепианное переложение органного концерта Иоганна Себастьяна Баха BWV 596 (1923).